# Condado de Sagadahoc
El condado de Sagadahoc (en inglés: Sagadahoc County), fundado en 1854, es un perteneciente al estado de Maine, Estados Unidos. En el año 2000 el condado tenía una población de 35.214 habitantes en una densidad poblacional de 54 personas por km². La sede del condado es Bath.

## Geografía
Según la Oficina del Censo, el condado tiene un área total de 958 km² (369,9 mi²), de la cual 658 km² (254,1 mi²) es tierra y 300 km² (115,8 mi²) (31.41%) es agua.

### Condados adyacentes
- Condado de Kennebec - norte
- Condado de Lincoln - este
- Condado de Cumberland - oeste
- Condado de Androscoggin - noroeste

## Demografía
En el 2000 la renta per cápita promedia del condado era de $41,908, y el ingreso promedio para una familia era de $49,714. En 2000 los hombres tenían un ingreso per cápita de $34,039 versus $24,689 para las mujeres. El ingreso per cápita para el condado era de $20,378. Alrededor del 8.60% de la población estaba bajo el umbral de pobreza nacional.

## Ciudades y pueblos
- Arrowsic
- Bath
- Bowdoin
- Bowdoinham
- Georgetown
- Phippsburg
- Richmond
- Topsham
- West Bath
- Woolwich